# 11830 Jessenius
A 11830 Jessenius egy Jeszenszky Jánosról elnevezett kisbolygó, amely a kisbolygóövben kering. Antonín Mrkos cseh csillagász fedezte föl 1984. május 2-án, a morvaországi Klet csillagvizsgálóban.